# Hiodontiformes
Ordre
Les Hiodontiformes sont un ordre de poissons qui est essentiellement représenté par des espèces éteintes. Il n'est pas reconnu par l’ITIS et FishBase qui placent les deux espèces non éteintes sous l'ordre des Osteoglossiformes et la famille des Hiodontidae.

## Liste des genres
Selon tolweb.org:
- genre Plesiolycoptera (éteint)
  - Plesiolycoptera daqingensis (éteint)
- genre Yanbiania (éteint)
  - Yanbiania wangqingica (éteint)
- genre Eohiodon  (éteint)
  - Eohiodon rosei (éteint)
  - Eohiodon woodruffi (éteint)
- genre Hiodon (placé sous Osteoglossiformes→Hiodontidae par ITIS et FishBase)
  - Hiodon alosoides (Rafinesque, 1819) - Laquaiche aux yeux d'or
  - Hiodon tergisus Lesueur, 1818 - Laquaiche argentée
  - Hiodon consteniorum (éteint)